# 타나토스
타나토스(영어: Thanatos, 그리스어: θάνατος – "죽음"이란 뜻)은 그리스 신화에서 죽음이 의인화된 남신으로 자주 언급은 되지만, 인격신(人格神)으로 등장하는 일은 거의 없다. 그의 라틴어 이름은 타나투스(Thanatus)인데, 로마신화의 동격신은 모르스(Mors) 또는 레투스/레툼(Letus/Letum)이다.

## 그리스 신화
헤시오도스에 따르면 타나토스는 "밤" 닉스와 "흑암" 에레보스의 아들이며 히프노스("잠")와는 쌍둥이 형제 사이이다. 또한 모로스("운명(運命)")과 케레스와도 남매지간인데, 이들 세 명은 각각 죽음의 다른 양상을 의미한다. 타나토스는 또한 닉스가 낳은 다른 자식들, 아파테(사기), 모모스(비난), 모이라이(운명의 여신들), 오이쥐스(불행, 고초), 오네이로이(꿈), 필로테스(우정), 에리스(불화 不和) 등과도 같은 남매지간이다.
호메로스에서도 휘프노스와 타나토스는 형제지간으로 나오는데, 사르페돈이 죽었을 때 제우스가 아폴론에게 이들 형제들을 시켜서 사르페돈을 데려가게 하는 대목이 나온다. 여기서 타나토스는 매우 ‘빠른 호송자’로 지칭된다.
시지프스를 데리러 가던중 그가 시지프스에게 족쇄에 묶인동안 세상에서 죽은 생명들을 단 하나도 없었다.
신통기에서는 철의 심장과 청동의 마음을 가진 비정의 신으로, 휴프노스와 함께 대지의 아득히 하부의 타르타로스의 영역에 관을 짓고 있다고 한다. 휴프노스와 함께 등에 날개가 난 모습으로 그려진다.

## 심리학 및 기타
지그문트 프로이트는 인간의 본성중에서 자기 자신을 파괴하고 생명이 없는 무기물로 환원시키려는 죽음충동을 가리켜 타나토스라고 불렀다. 그외에도 죽음에 관해 연구하는 사망학(Thanatology)의 어원도 바로 이 타나토스에서 나왔다.

## 같이 보기
- 죽음 충동
- 사망학
- 묵시록의 4기사